# António Victor Martins Monteiro
« Antonio Monteiro » redirige ici. Pour le footballeur brésilien, voir Antônio Monteiro Dutra.
António Victor Martins Monteiro, généralement connu sous le nom d'António Monteiro et né le 22 janvier 1944 en Angola, est un diplomate et homme politique portugais qui a été ambassadeur en France (2001) et ministre des Affaires étrangères et des Communautés portugaises du 17 juillet 2004 au 12 mars 2005, dans le XVIe gouvernement portugais.

## Biographie
António Monteiro est né en Angola. Il est diplômé en droit de l'université de Lisbonne en 1967.

## Carrière
En 1968, il rejoint le service diplomatique portugais et commence sa carrière au ministère des Affaires étrangères.

## Distinctions
- Grand collier de l'ordre de l'Infant Dom Henri ( Portugal) (2000)